# Eosentomon umbrosum
Eosentomon umbrosum  (лат.) — вид бессяжковых скрыточелюстных рода Eosentomon семейства Eosentomidae. Впервые описан польским зоологом Анджеем Шептыцким в 2001 году, вместе с рядом других близкородственных видов из Люксембурга.

## Распространение, описание
Эндемик Люксембурга. Типовой экземпляр (самка) из Гарниха, собран на берегу небольшого ручья.
Голова покрыта мелкими щетинками. Мандибулы с двумя нечётко выраженными зубами. Максимальная длина тела — 1180 мкм. Близок виду Eosentomon stumppi Rusek.